# Артезіанський басейн

Басейн артезіанських вод

Артезіанський басейн (рос. артезианский бассейн, англ. artesian basin, нім. artesisches Becken) — сукупність водоносних горизонтів та комплексів, пов'язаних з від'ємними геологічними структурами (прогинами, западинами), в яких рух підземних вод відбувається під гідростатичним напором.
Артезіанський басейн — гідрогеологічна структура заповнена переважно шаруватими осадовими відкладами, які вміщують пластові артезіанські води. Артезіанський басейн вміщує і горизонти ґрунтових вод, що розповсюджені в межах даної структури.

## Характеристика
В геологічному відношенні в артезіанському басейнах вирізняють чохол і фундамент, які вміщують водоносні пласти. Для верхніх горизонтів характерними є ґрунтові порово-пластові води, а у зонах розломів, інтрузивних тілах і неглибокому фундаменті зустрічаються напірні і жильно-тріщинні води, але переважають напірні пластові води. За водно-колекторними властивостями артезіанський басейн є резервуаром пластових вод. Для артезіанського басейна характерна доцентрова спрямованість підземного стоку. Лише на ранніх стадіях розвитку при витисканні порових вод з ущільнених осадових товщ, проявляється протилежний рух підземних вод.
Артезіанські басейни — акумулятори підземних вод. Дренаж, за винятком верхніх горизонтів, є ускладненим і здійснюється локально по гідрогеологічним «вікнам» (тектонічно послабленим зонам, розривним порушенням тощо). У надрах артезіанського басейну зосереджені головним чином статичні (геологічні) запаси підземних вод, а динамічні (природні) ресурси мають підпорядковане значення.
Артезіанські басейни на території України належать до платформної та складчастої гідрогеологічних провінцій, займаючи площі відповідно 373 тис. км² і 20 тис. км² (62 % і 3 % території України). Водовмісні породи представлені поровими та порово-тріщинними колекторами, фільтраційні властивості яких однорідні або зменшуються від периферії до центру. Продуктивність водоносних горизонтів витримана на великих площах. В Україні найбільші артезіанські басейни сформувалися у Дніпровсько-Донецькій улоговині, Донецькому та Передкарпатському прогинах. Виділяють Волино-Подільський, Дніпрово-Донецький і Причорноморський артезіанські басейни. У складчастій провінції розташовані Передкарпатський та Закарпатський артезіанський басейн, пов'язані з тектонічними прогинами. В артезіанських басейнах зосереджено 89,7% ресурсів питних вод України. З ними пов'язані родовища мінеральних вод (курорти Моршин, Трускавець, Східниця, Миргород та інш.). В Причорноморському та Закарпатському артезіанських басейнах вивчаються можливості використання термальних вод для теплопостачання.

## Окремі артезіанські басейни
- Алжиро-Туніський артезіанський басейн
- Сахарський артезіанський басейн
- Лівійсько–Єгипетський артезіанський басейн
- Великий Сахарський артезіанський басейн
- Туніський артезіанський басейн
- Гангський артезіанський басейн
- Східно-Сахарський артезіанський басейн
- Єгипетський артезіанський басейн
- Західно-Сибірський артезіанський басейн
- Великий артезіанський басейн
- Амудар'їнський артезіанський басейн
- Ангаро-Ленський артезіанський басейн
- Азово-Кубанський артезіанський басейн
- Волино-Подільський артезіанський басейн
- Дніпровсько-Донецький артезіанський басейн